# Professional'nyj Futbol'nyj Klub Spartak-Nal'čik
Lo Spartak-Nal'čik, ufficialmente Professional'nyj Futbol'nyj Klub Spartak-Nal'čik (in russo Профессиональный футбольный клуб Спартак-Нальчик?), è una società calcistica russa con sede nella città di Nal'čik.

## Storia
Il club venne fondato nel 1935; partecipò al Campionato sovietico di calcio solo a partire dal 1959, quando fu iscritto in Klass B, la seconda serie (il campionato era strutturato su soli due livelli). Con la riforma del 1963 e l'introduzione del terzo livello, il club fu retrocesso, ma già nel 1965, vinse il suo girone e le finali russe, tornando in seconda serie. L'ulteriore riforma del 1970 costrinse di nuovo il club alla retrocessione; ma ancora una volta dopo appena due stagioni il club vinse il proprio girone e i play-off, tornando in seconda serie. Tra il 1969 e il 1972 il club fu noto come Avtomobilist.
Nel 1976 finì ultimo retrocedendo in terza serie; già l'anno seguente la squadra vinse il proprio girone, ma perse i play-off, mentre nel 1978 dopo aver vinto il proprio girone, vinse anche i play-off, tornando in seconda serie. Dopo due stagioni in seconda serie, il penultimo posto del 1980 sancì la definitiva retrocessione in terza serie, categoria mantenuta fino al 1991.
Dopo la dissoluzione dell'Unione Sovietica, il club fu ammesso al secondo livello del campionato, ma già nel 1993 la squadra retrocesse. Già nel 1995, però, lo Spartak Nal'čik vinse il proprio girone, tornando in seconda serie. Dopo diversi campionati dal rendimento altalenante il club riuscì a raggiungere la massima serie grazie al secondo posto nel 2005. Ha ottenuto la migliore prestazione in Prem'er-Liga nel 2010, quando finì sesto. Dopo la retrocessione del 2012 in seconda serie, il club rinunciò anche a questa categoria dopo aver prima sfiorato la promozione e poi aver raggiunto il decimo posto. Dal 2014-2015 è ripartito dalla terza serie. Nella successiva stagione 2015-2016 ha ottenuto la promozione in seconda serie.

## Strutture

### Stadio
Lo Stadio Spartak, che ospita le partite interne, ha una capacità di 14.400 spettatori.

## Organico

### Rosa 2012-2013
| N. |                                 | Ruolo | Calciatore         |
| -- | ------------------------------- | ----- | ------------------ |
| 2  | Russia (bandiera)               | D     | Aslan Zaseev       |
| 3  | Russia (bandiera)               | D     | Yevgeni Ovsiyenko  |
| 5  | Bosnia ed Erzegovina (bandiera) | C     | Adnan Zahirović    |
| 8  | Georgia (bandiera)              | A     | David Siradze      |
| 9  | Russia (bandiera)               | A     | Arsen Goshokov     |
| 10 | Colombia (bandiera)             | A     | Daniel Buitrago    |
| 11 | Russia (bandiera)               | A     | Ruslan Bolov       |
| 14 | Russia (bandiera)               | C     | Vladimir Tatarchuk |
| 15 | Russia (bandiera)               | D     | Valeri Safonov     |
| 16 | Russia (bandiera)               | P     | Anton Kochenkov    |
| 17 | Russia (bandiera)               | D     | Mikhail Bagayev    |
| 18 | Russia (bandiera)               | A     | Denis Dorožkin     |
| 19 | Russia (bandiera)               | C     | Alichan Šavaev     |
| 20 | Montenegro (bandiera)           | D     | Miodrag Džudović   |
| 21 | Moldavia (bandiera)             | C     | Eugeniu Cebotaru   |

| N. |                   | Ruolo | Calciatore       |
| -- | ----------------- | ----- | ---------------- |
| 22 | Russia (bandiera) | C     | Gudzha Rukhaia   |
| 24 | Russia (bandiera) | C     | Igor Koronov     |
| 25 | Russia (bandiera) | C     | Rustam Balov     |
| 26 | Russia (bandiera) | D     | Igor Chernyshov  |
| 28 | Russia (bandiera) | C     | Marat Shogenov   |
| 30 | Russia (bandiera) | P     | Aleksei Stepanov |
| 35 | Russia (bandiera) | P     | Timur Khaniev    |
| 37 | Russia (bandiera) | C     | Reziuan Mirzov   |
| 51 | Russia (bandiera) | C     | Azamat Gurfov    |
| 55 | Russia (bandiera) | C     | Zalim Makoyev    |
| 57 | Russia (bandiera) | D     | Ruslan Abazov    |
| 88 | Russia (bandiera) | C     | Marat Ksanaev    |
| 91 | Russia (bandiera) | D     | Kirill Suslov    |
| 95 | Russia (bandiera) | A     | Il'ja Kucharčuk  |
|    | Russia (bandiera) | C     | Nail' Zamaliev   |

### Rosa 2008
| N. |                                 | Ruolo | Calciatore                    |
| -- | ------------------------------- | ----- | ----------------------------- |
| 2  | Bosnia ed Erzegovina (bandiera) | C     | Ricardo Lago                  |
| 3  | Russia (bandiera)               | D     | Dmitrij Ivanovič Jatčenko     |
| 4  | Russia (bandiera)               | D     | Zalim Arsenovič Otarov        |
| 5  | Georgia (bandiera)              | D     | Aleksandr Amisulashvili       |
| 6  | Ucraina (bandiera)              | D     | Vitalij Leonidovič Šumejko    |
| 7  | Georgia (bandiera)              | C     | Gogita Gogua                  |
| 8  | Russia (bandiera)               | C     | Oleg Ivanovič Samsonov        |
| 9  | Russia (bandiera)               | A     | Rasim Inal'evič Chutov        |
| 10 | Russia (bandiera)               | A     | Nazir Jur'evič Kažarov        |
| 11 | Uzbekistan (bandiera)           | C     | Marat Bikmaev                 |
| 13 | Russia (bandiera)               | P     | Dmitrij Nikolaevič Chomič     |
| 15 | Russia (bandiera)               | C     | Aslan Vladimirovič Mašukov    |
| 17 | Russia (bandiera)               | D     | Valentin Vladimirovič Filatov |
| 18 | Russia (bandiera)               | D     | Vladimir Sergeevič Kisenkov   |

| N. |                       | Ruolo | Calciatore                    |
| -- | --------------------- | ----- | ----------------------------- |
| 19 | Russia (bandiera)     | A     | Marat Sergeevič Dzachmišev    |
| 20 | Montenegro (bandiera) | D     | Miodrag Džudović              |
| 21 | Russia (bandiera)     | C     | Aslan Ruslanovič Dyšekov      |
| 22 | Serbia (bandiera)     | P     | Dejan Radić                   |
| 24 | Ucraina (bandiera)    | C     | Oleg Stanislavovič Patjak     |
| 25 | Russia (bandiera)     | C     | Rustam Vladimirovič Balov     |
| 27 | Russia (bandiera)     | C     | Kirill Aleksandrovič Kočubej  |
| 33 | Russia (bandiera)     | C     | Kazbek Chazizovič Geteriev    |
| 35 | Russia (bandiera)     | P     | Sergej Vladimirovič Kraščenko |
| 39 | Russia (bandiera)     | C     | Azamat Zaurovič Balkarov      |
| 43 | Georgia (bandiera)    | A     | David Siradze                 |
| 84 | Russia (bandiera)     | A     | Rustem Pašitovič Kalimullin   |
| 99 | Brasile (bandiera)    | A     | Felipe                        |

## Palmarès

### Competizioni nazionali
- Vtoraja Liga: 3

1965 (Girone 4 e Girone Finale Russo), Vtoraja Liga 1977 (Girone 4), 1978 (Girone 3)
- Pervenstvo Professional'noj Futbol'noj Ligi: 1

1995

### Altri piazzamenti
- PFN Ligi:

Secondo posto: 2005
Terzo posto: 2012-2013
- Pervenstvo Professional'noj Futbol'noj Ligi:

Terzo posto: 1994 (Girone Ovest)